# Johan Bernhard Wittkamp
Pour les articles homonymes, voir Wittkamp.
Johann Bernhard Wittkamp, né à Riesenbeck, en Rhénanie-du-Nord-Westphalie, alors royaume de Prusse, le 29 septembre 1820 et mort à Anvers le 15 juin 1885, est un peintre et un graveur belge d'origine allemande, connu pour ses peintures d'histoire, ses scènes de genre et ses portraits. 
Au Salon de Bruxelles de 1845, il obtient une médaille d'or. Ses nombreuses sources d'inspiration sont  issues d'auteurs tels que Shakespeare, Goethe, Lord Byron, et Chateaubriand. Ses tableaux historiques couvrent plusieurs siècles de la culture des territoires composant le récent royaume de Belgique. Ses œuvres sont notamment conservées au Musée des Beaux-Arts de Gand, au Musée du couvent Sainte-Catherine à Utrecht et au Prinsenhof de Delft.

## Biographie

### Famille
Johann Bernhard (Joannes Bernardus Antonius) Wittkamp, né à Riesenbeck, en Rhénanie-du-Nord-Westphalie, alors royaume de Prusse, le 29 septembre 1820, est le fils de Hermann Wittkamp (1792-1872) et de Theresia Lippmann. Son frère, Arnold Wittmann (d) (1827-1900) est un artiste peintre et un photographe. Johann Bernhard Wittkamp épouse Alida Johanna Wilhelmina Schreurs (1828-1895).

### Formation
En 1830, sa famille s'établit à Delft, où plus tard, Johan Bernhard Wittcamp suit l'enseignement de Cornelis Ouboter van der Grient (d) et, en 1836, les cours de Willem Hendrik Schmidt (d) à Rotterdam. Ensuite, de 1842 à 1844, il est étudiant à l'Académie royale des beaux-arts d'Anvers, où il a comme professeurs Gustave Wappers et Nicaise de Keyser. De 1849 à 1851, il travaille à Delft. Il parfait sa formation lors d'un long voyage en France, en Italie, en Suisse et en Allemagne en 1853 et se rend à Schiedam en 1872 afin d'y peindre,.

### Carrière
Johan Bernhard Wittkamp obtient une médaille d'or au Salon de Bruxelles de 1845 grâce à son tableau L'Hivernage des Hollandais à la Nouvelle-Zemble, en l'an 1596-1597. Il participe à plus de trente salons triennaux belges et à dix Expositions des maîtres vivants aux Pays-Bas. Il est membre honoraire de l'Académie d'Amsterdam et de l'Académie de Philadelphie, où il expose en 1860.
Johan Bernhard Wittkamp meurt, après une maladie de quelques jours, à l'âge de 74 ans, rue Hendrik Conscience no 60, où il demeurait depuis 1870, à Anvers, le 15 juin 1885. Ses funérailles ont lieu deux jours plus tard en l'église Saint-Joseph d'Anvers, suivies de son inhumation à Berchem.

## Œuvre

### Galerie

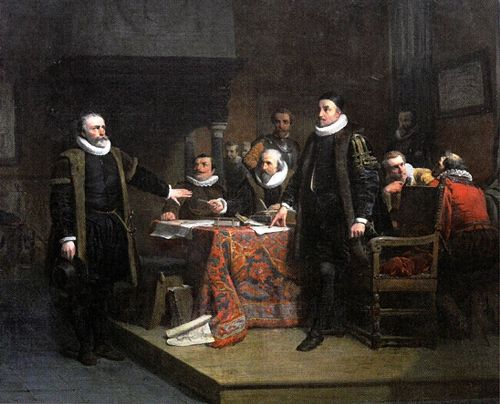
Rencontre entre Guillaume le Taciturne et Huijg Jansz. van Groenewegen, bourgmestre de Delft, Prinsenhof de Delft.
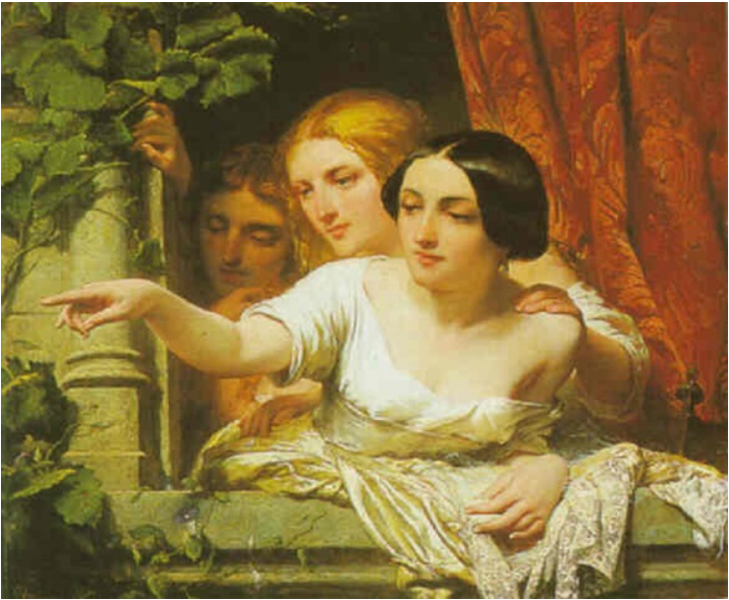
Dames à la fenêtre (1852).
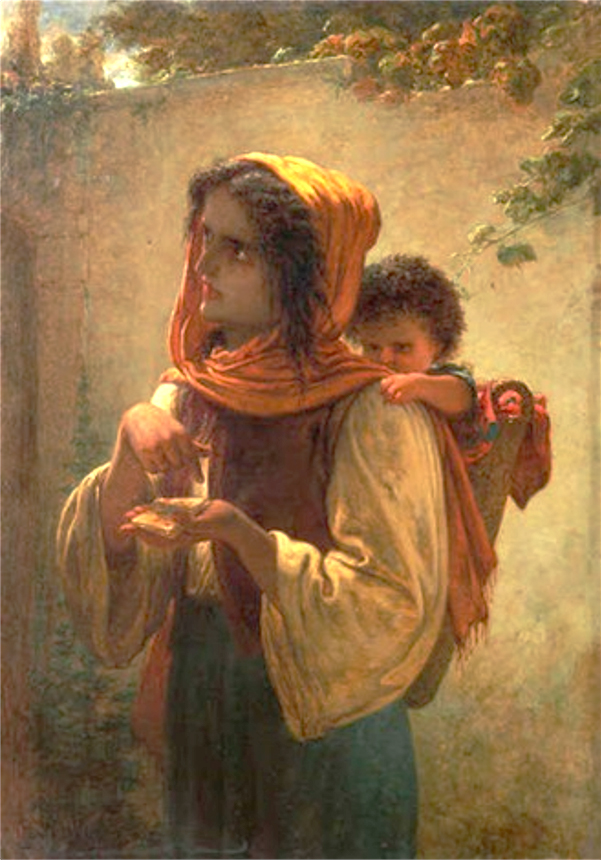
Jeune diseuse de bonne aventure avec son enfant sur le dos (1882).
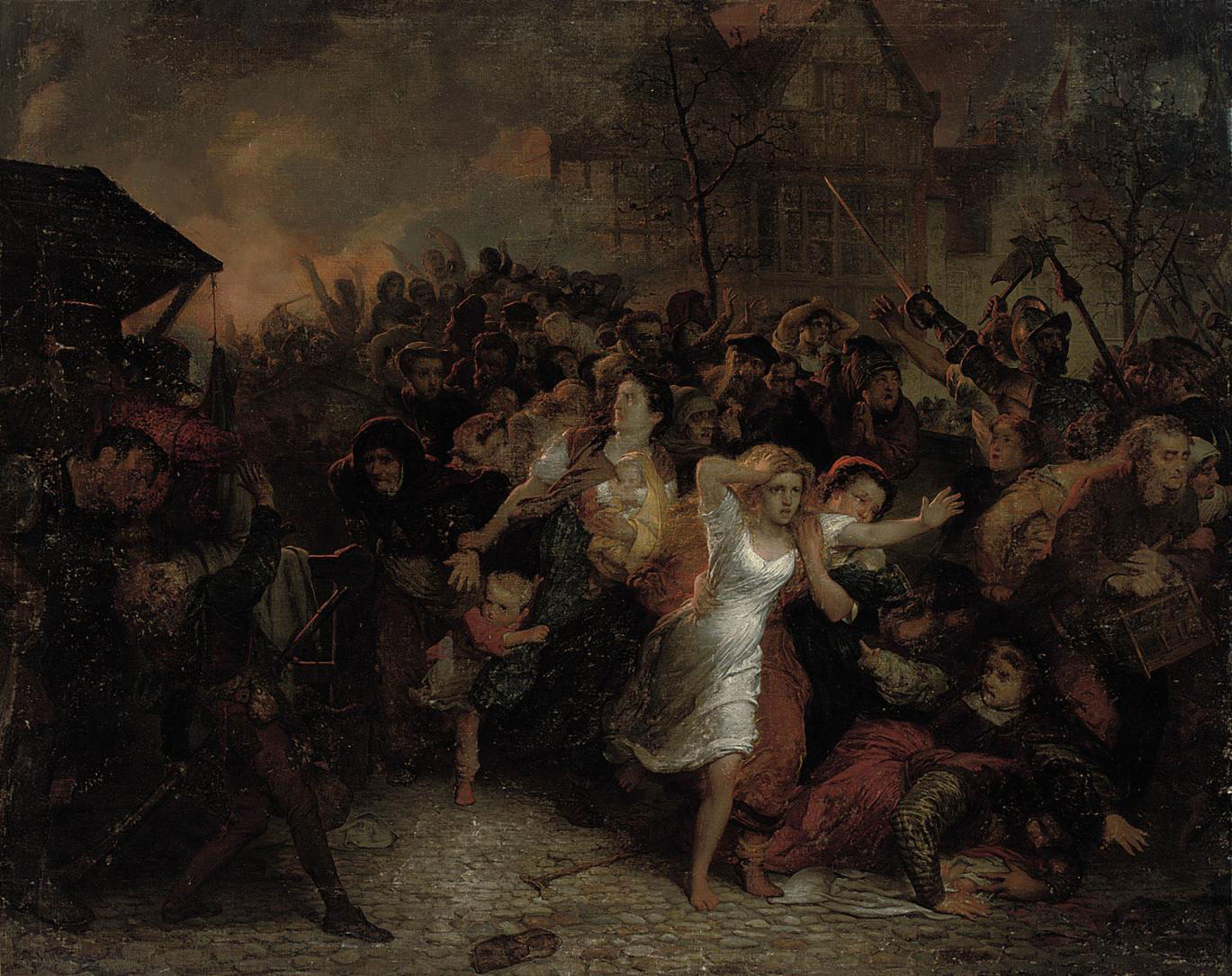
Le Siège d'Anvers.
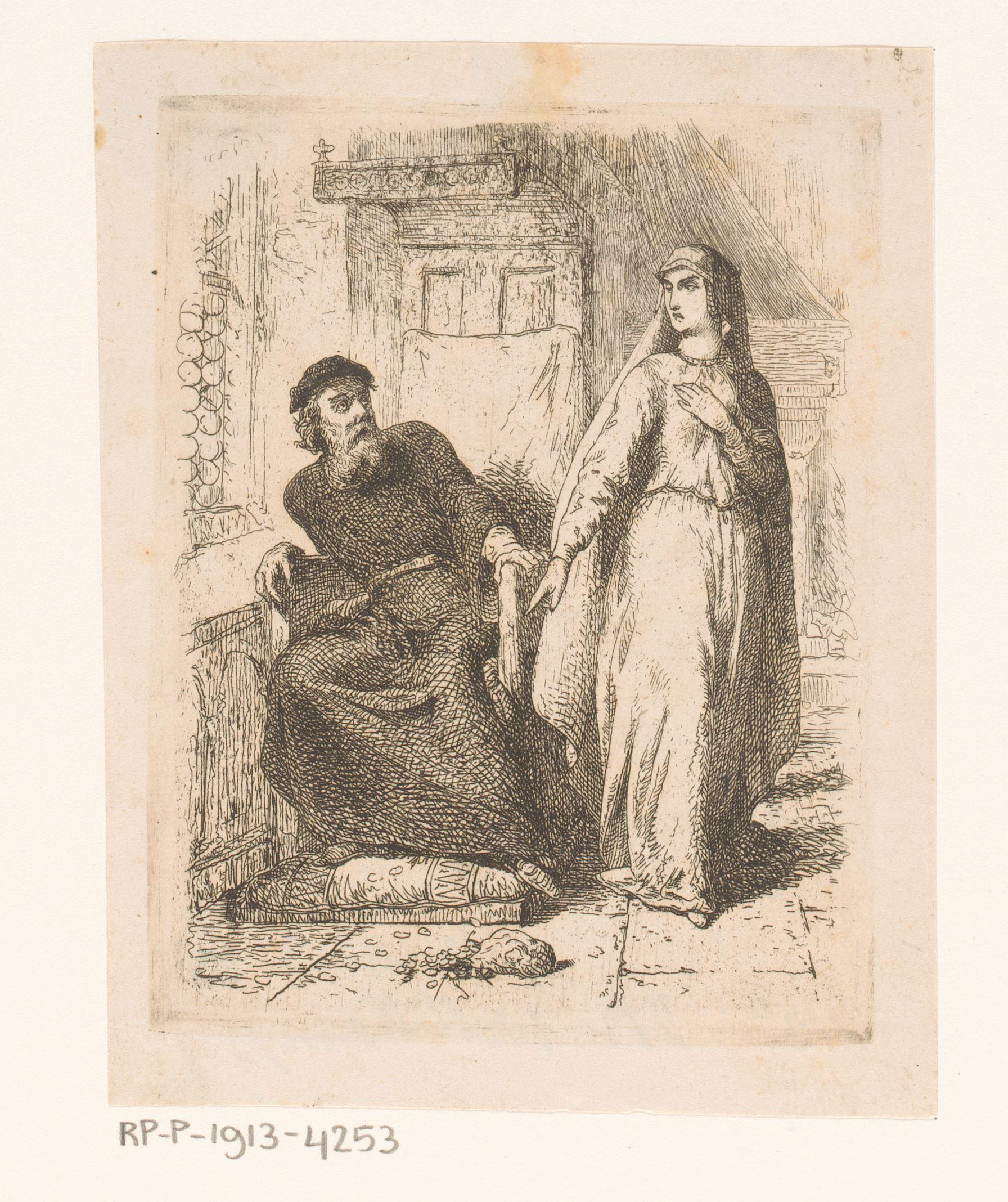
Le Père Bruno, ermite d'Overveen, et sa fille Laura (1857), Rijksmuseum Amsterdam.

### Caractéristiques
Peintre, son champ pictural couvre les peintures d'histoire, les scènes de genre et les portraits. Plusieurs de ses peintures d'histoire, telles Impiété d'Adolphe envers son père Arnold duc de Gueldre en 1465 et Épisode de la furie espagnole en 1576 sont inspirées de l'ouvrage History of the United Netherlands de John Lothrop Motley. Ses sources d'inspiration picturales sont aussi parfois issues des œuvres de Shakespeare, de Goethe, de Lord Byron, ou de Chateaubriand. En 1865, il réalise la frise peinte décorant le théâtre d'Anvers, représentant les poètes et musiciens illustres de tous les temps. L'œuvre est présentée au Salon de Bruxelles de 1866.
Johan Bernhard Wittkamp est également graveur. En 1847, il illustre de ses vignettes l'ouvrage de Félix Bogaerts : Histoire civile et religieuse de la colombe depuis les temps les plus reculés jusqu'à nos jours. En 1857, il illustre Vader Bruno, de kluizenaar van Overveen (Père Bruno, l'ermite de Overveen) écrit par J.J. van der Horst.

### Réception critique

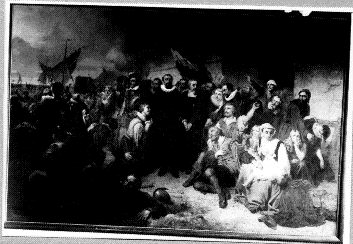
La Délivrance de Leyde, 1574, exposée au Salon de Bruxelles de 1848.

Au Salon de Bruxelles de 1845, le critique Victor Joly écrit, au sujet de L'Hivernage des Hollandais à la Nouvelle-Zemble, en l'an 1596-1597 : « La première chose qui frappe l'esprit dans le tableau de M. Wittkamp est une ordonnance et une entente si intelligente de son sujet,que le secours du catalogue explicatif devient inutile. Le spectateur comprend à merveille qu'il a sous les yeux un de ces terribles drames maritimes, où l'homme lutte contre une nature âpre et rebelle, soutenu par la seule puissance de sa volonté. D'un coup d'œil, il embrasse toutes les douleurs, toutes les misères agglomérées dans cette hutte, où dix hommes attendent que le soleil vienne déchirer le linceul des ténèbres dont ils sont enveloppés. Enfin, un raton de pourpre a paru à l'Orient ! Avec la lumière va revenir la santé, le courage et la vie ! Les malades se soulèvent péniblement pour saluer le retour de l'astre vivifiant, dont la présence embellit même les horribles solitudes des terres polaires. M. Wittkamp a rendu cette belle et touchante scène, avec une véritable émotion d'artiste. Toutes les physionomies de son tableau sont dramatiques et vraies. La figure du malade qui se relève pour contempler les premiers rayons du soleil est empreinte d'un sentiment vraiment touchant. Le capitaine, debout au milieu de la cabane, semble dire comme Colomb à la vue de l'Amérique : Eh bien ! Ce que je vous avais promis, le voilà ! Ce tableau est dessiné avec une grande facilité qui n'exclut pas l'énergie, la couleur est sobre et bien comprise. L'artiste a senti que les tons joyeux et brillants de sa palette devaient être exclus  de ce triste drame, dans lequel les ténèbres ont rempli le principal rôle. Toute son attention s'est portée vers l'expression des physionomies de ses personnages, et nous devons dire qu'il a réussi à satisfaire les critiques les plus difficiles ».
Au Salon de Bruxelles de 1848, La Délivrance de Leyde place Johan Bernhard Wittkamp au rang des peintres d'histoire et d'artiste complet. Il est accueilli favorablement par la critique qui regrette toutefois sa peinture trop diaphane dans les tons de demi-teinte, mais l'œuvre demeure l'une des meilleures du salon.

### Expositions

#### Belgique

##### 1842 - 1865
- Salon de Bruxelles de 1842 : Le Prisonnier de Chillon, d'après un poème de Lord Byron[8].
- Salon d'Anvers de 1843 : Les Derniers moments du Tasse[9].
- Salon de Gand (XIX) de 1844 : Félix Peretti (plus tard connu sous le nom de Sixte V) demandant à un franciscain d'être admis dans son couvent[10].
- Salon de Bruxelles de 1845 : L'Hivernage des Hollandais à la Nouvelle-Zemble, en l'an 1596-1597 (médaille d'or)[4].
- Salon d'Anvers de 1846 : Un pèlerin présente à la famille d'un croisé le cœur de son maître mort en Palestine[11].
- Salon de Bruxelles de 1848 : Le Délivrance de Leyde[12].
- Salon de Gand (XXe) de 1850 : Geôlier et Page[13].
- Salon de Bruxelles de 1851 : Hugo Grotius exilé de la Hollande et arrivant à Rostock (1645) et Hugo Iz. Van Groenewegen, bourgmestre de Delft (1574)[14].
- Salon de Bruxelles de 1854 : Le Retour des Hollandais (Jacob van Heemskerk et ses compagnons) après un hivernage à la Nouvelle-Zemble (1596-1597)[15].
- Salon de Bruxelles de 1857 : Les Dames de Crèvecœur, La Grand'mère et Les Amies[16].
- Salon d'Anvers de 1858 : La Folie du roi Lear, Amour filial. Scène du XVIe siècle, La Grand'mère et Portrait[17].
- Salon de Gand (XXIVe) de 1859 : Amour filial. Scène du XVIe siècle[18].
- Salon d'Anvers de 1861 : Impiété d'Adolphe envers son père Arnold, duc de Gueldre (1465), L'Abri du pauvre, Chaperon rouge, Corny Littlepage sauvant Annele Mordaunt. Scène sur le Hudson, tirée du roman Satanstoe de James Fenimore Cooper[19].
- Salon de Gand (XXVe) de 1862 : Un vieillard et L'Aquarelle[20].
- Salon de Bruxelles de 1863 : Le Pêcheur, d'après la ballade de Goethe[21].
- Salon d'Anvers de 1864 : La Femme de Loth, d'après la Genèse et Le Chou fécond. Conte d'enfants[22].

##### 1866 - 1883
- Salon de Bruxelles de 1866 : Le Dernier verre et Frise représentant la Pucelle d'Anvers couronnant d'une part les poètes qui se sont le plus illustrés dans tous les temps par leurs œuvres dramatiques, et d'autre part la pléiade des musiciens qui ont rehaussé la'art scénique par leurs œuvres (peint pour le théâtre royal d'Anvers en 1865)[23].
- Salon d'Anvers de 1867 : Le Retour du croisé, Portrait et Frise représentant la Pucelle d'Anvers couronnant d'une part les poètes qui se sont le plus illustrés dans tous les temps par leurs œuvres dramatiques, et d'autre part la pléiade des musiciens qui ont rehaussé la'art scénique par leurs œuvres[24].
- Salon de Gand (XXVIIe) de 1868 : Le Retour du croisé et La Corbeille[25].
- Salon d'Anvers de 1870 : Épisode de la furie espagnole, 4 novembre 1576[26].
- Salon de Gand (XXVIIIe) de 1871 : Joie maternelle et Épisode de la furie espagnole, 4 novembre 1576[27].
- Salon de Bruxelles de 1872 : Le Retour du croisé XIIe siècle et La Petite solliciteuse[28].
- Salon d'Anvers de 1873 : Portrait, Sainte Rosalie et Les Derniers moments de Willem Barentsz au Yshock (Nouvelle-Zemble) le 17 juin 1579[29].
- Salon de Gand de 1874 (XXIXe) : Velléda, d'après Les Martyrs de Chateaubriand, Le Taciturne pacificateur et Puis-je avoir cela ?[30].
- Salon de Bruxelles de 1875 : La Bohémienne[31].
- Salon d'Anvers de 1876 : La Bohémienne et Parisina[32].
- Salon de Gand (XXXe) de 1877 : Othello, d'après Shakespeare[33].
- Salon de Bruxelles de 1878 : Parisina.
- Salon d'Anvers de 1879 : Évasion de Hugo Grotius (21 mars 1621)[34].
- Salon de Gand (XXXIe) de 1880 : Évasion de Hugo Grotius (21 mars 1621)[35].
- Salon de Bruxelles de 1881 : Évasion de Hugo Grotius (21 mars 1621)[36].
- Salon d'Anvers de 1882 Portrait d'enfant et Sainte Rosalie.
- Salon de Gand de 1883 (XXXIIe) : Marnix de Sainte-Aldegonde fait prisonnier à Maassluis en 1573 et Portrait[37].

#### Grande-Bretagne
- Exposition internationale de Londres de 1872 : Épisode de la furie espagnole, 1576 (médaille).

#### Pays-Bas
- Exposition des maîtres vivants à Amsterdam en 1844 : Michel-Ange, aveugle, étudie les statues antiques du Vatican et Félix Peretti (plus tard connu sous le nom de Sixte V) demandant à un franciscain d'être admis dans son couvent[38].
- Exposition des maîtres vivants à Rotterdam en 1844 : Le Prisonnier de Chillon, d'après un poème de Lord Byron et Jacob portant le deuil de son fils Joseph[38].
- Exposition des maîtres vivants à Amsterdam en 1846 : L'Hivernage des Hollandais à la Nouvelle-Zemble, en l'an 1596-1597[38].
- Exposition des maîtres vivants à La Haye en 1847 : Les Papillons, L'Hivernage des Hollandais à la Nouvelle-Zemble, en l'an 1596-1597 et Un pèlerin présente à la famille d'un croisé le cœur de son maître mort en Palestine[38].
- Exposition des maîtres vivants à Amsterdam en 1848 : L'Hivernage des Hollandais à la Nouvelle-Zemble, en l'an 1596-1597[38].
- Exposition des maîtres vivants à Rotterdam en 1848 : Le Retour des pèlerins et L'Hivernage des Hollandais à la Nouvelle-Zemble, en l'an 1596-1597[38].
- Exposition des maîtres vivants à La Haye en 1849 : Le Siège de Leyde, 1574[38].
- Exposition des maîtres vivants à Amsterdam en 1856 : Les Dames de Crèvecœur et Les Gueux, 1566[38].
- Exposition des maîtres vivants à La Haye en 1857 : Les Amies et Les Dames de Crèvecœur[38].
- Exposition des maîtres vivants à Amsterdam en 1877 : Parisina[38].

#### États-Unis
- Exposition annuelle de l'Académie de Pennsylvanie de 1860 : Roméo et Juliette[3].
- Exposition universelle de 1876 à Philadelphie : Parisina, d'après Lord Byron (médaille)[3].

### Collections muséales
- Musée des Beaux-Arts de Gand : Un geôlier (1850), huile sur toile, format 92,7 × 76,8 cm inventaire no 1850-E, acquis en 1850, après le Salon de Gand[39].
- Musée du couvent Sainte-Catherine à Utrecht : La Femme de Loth (vers 1863), huile sur toile, format 212 × 284 cm inventaire no BMH1608[40].
- Prinsenhof de Delft : Rencontre entre Guillaume le Taciturne et Huijg Jansz. van Groenewegen, bourgmestre de Delft.